# 1921 w filmie
Wydarzenia filmowe w 1921 roku.

## Wydarzenia
- 26 lutego – recytatorka Friedel Hintze deklamowała w zbliżeniach poemat Goethego Sah ein Knab ein Röslein stehn (dźwięk i obraz zarejestrowano na osobnych taśmach). Powstał pierwszy na świecie, możliwy do praktycznego zastosowania, optyczny zapis dźwięku (wynalazcy: Hans Vogt, Jo Engl i Joseph Massole).

## Premiery
- polskie
  - 26 lutego – Dwie urny
  - luty – Pan Twardowski

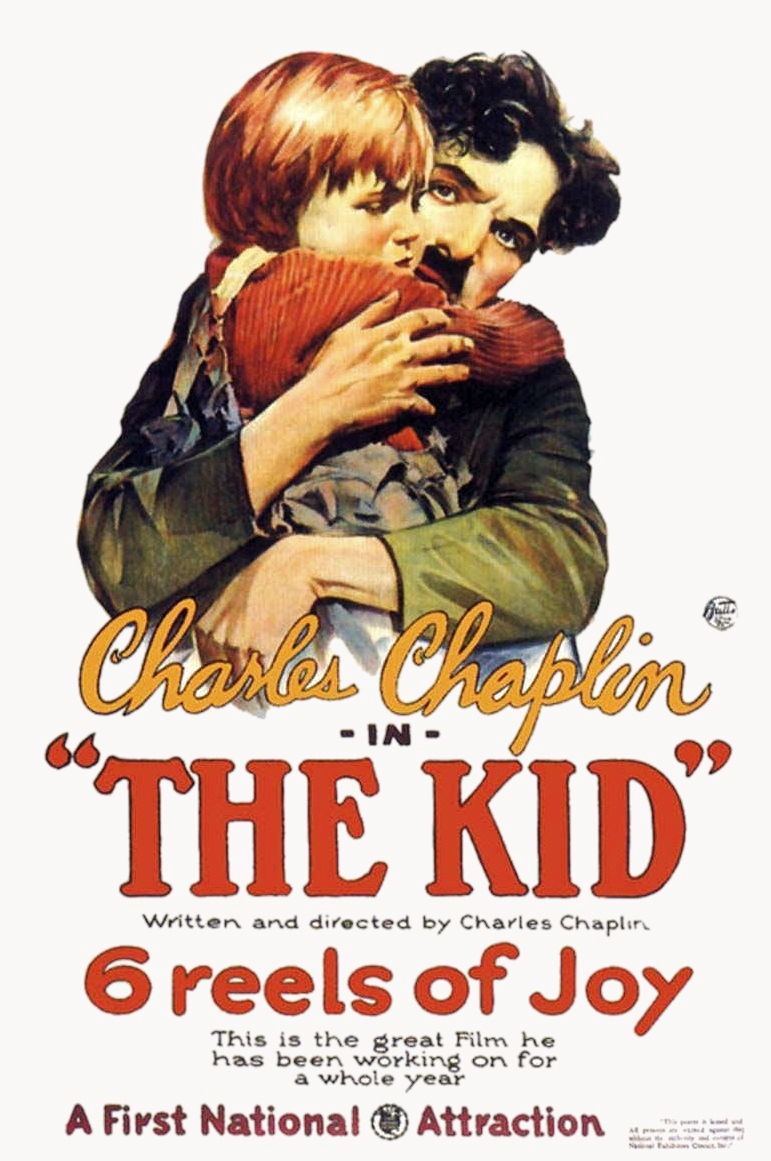
Plakat filmu Brzdąc

  - 16 marca – Cud nad Wisłą – reżyseria: Ryszard Bolesławski
  - 26 marca – Idziem do ciebie Polsko, matko nasza
  - kwiecień – Przestępcy
  - 29 lipca – Janko Zwycięzca 
  - 10 września – Dymitr Samozwaniec
  - 16 września – Uroda życia
  - 20 września – Krzyk
  - 17 października – Tragedia Rosji i jej trzy epoki
  - 7 listopada – Tajemnice nalewek
  - 16 listopada – Za winy brata
  - listopad – Ludzie bez jutra
  - 23 grudnia – Tamten
  - 25 grudnia – Na jasnym brzegu
  - Przez piekło
  - We własne sidła

- zagraniczne
  - Furman śmierci (Körkarlen, Szwecja) – reżyseria i scenariusz: Victor Sjöström, wykonawcy: Victor Sjöström, Tore Svennberg, Astrid Holm, Hilda Borgström. Premiera 1 stycznia.
  - Siedem lat nieszczęść (Seven Years Bad Luck, USA) – reżyseria i scenariusz: Max Linder, wykonawcy: Max Linder, Alta Allen, Ralph McCullough. Premiera 6 lutego.
  - Brzdąc (The Kid, USA) – reżyseria i scenariusz: Charlie Chaplin, wykonawcy: Carl Miller, Charlie Chaplin, Jackie Coogan. Premiera 6 lutego.
  - Dusze na drodze (Rojō-no Reikon, Japonia) – reżyseria: Minoru Murata, scenariusz: Kiyohiko Ushihara, wykonawcy: Kaoru Osanai, Haruko Sawamura, Denmei Suzuki. Premiera 8 kwietnia.
  - Szyny (Scherben, Niemcy) – reżyseria: Lupu Pick, scenariusz: Lupu Pick i Carl Mayer, wykonawcy: Werner Krauss, Edith Posca, Paul Otto. Premiera 27 maja.
  - Zmęczona śmierć (Der Müde Tod, Niemcy) – reżyseria: Fritz Lang, scenariusz: Fritz Lang i Thea von Harbou, wykonawcy: Lil Dagover, Walter Janssen, Bernhard Goetzke. Premiera 6 października.
  - Eldorado (Francja) – reżyseria i scenariusz: Marcel L’Herbier, wykonawcy: Ève Francis, Jaque Catelain, Marcelle Pradot. Premiera 28 października.
  - Schody kuchenne (Hintertreppe, Niemcy) – reżyseria: Leopold Jessner, Paul Leni, scenariusz: Carl Mayer, wykonawcy: Henny Porten, William Dieterle, Fritz Kortner.
  - Goat – reżyseria: Buster Keaton, Malcolm St. Clair, scenariusz: Buster Keaton, Malcolm St. Clair

## Urodzili się
- 3 stycznia:
  - John Russell,  aktor (zm. 1991)
  - Ryszard Szczyciński, aktor (zm. 2002)
- 24 stycznia – Zygmunt Kęstowicz, polski aktor (zm. 2007)
- 27 stycznia – Donna Reed, amerykańska aktorka (zm. 1986)
- 31 stycznia:
  - Carol Channing, amerykańska piosenkarka i aktorka (zm. 2019)
  - Mario Lanza, singer,  aktor (zm. 1959)
- 8 lutego – Lana Turner, amerykańska aktorka (zm. 1995)
- 16 lutego – Vera-Ellen, aktorka, tancerka (zm. 1981)
- 22 lutego – Giulietta Masina, włoska aktorka (zm. 1994)
- 26 lutego – Betty Hutton, amerykańska aktorka i piosenkarka (zm. 2007)
- 3 marca – Diana Barrymore, aktorka  (zm. 1960)
- 4 marca – Joan Greenwood, aktorka  (zm. 1987)
- 12 marca – Gordon MacRae, aktor, piosenkarz (zm. 1986)
- 25 marca – Simone Signoret, francuska aktorka (zm. 1985)
- 28 marca – Dirk Bogarde, amerykański aktor (zm. 1999)
- 29 marca – Tad Danielewski, amerykański reżyser filmowy (zm. 1993)
- 3 kwietnia – Jan Sterling, amerykańska aktorka (zm. 2004)
- 10 kwietnia – Chuck Connors, aktor (zm. 1992)
- 16 kwietnia – Peter Ustinov, brytyjski aktor (zm. 2004)
- 20 kwietnia – Stanisława Łopuszańska, polska aktorka (zm. 2016)
- 10 maja – Wieńczysław Gliński, polski aktor (zm. 2008)
- 14 maja – Stanisław Jasiukiewicz, polski aktor (zm. 1973)
- 23 maja – Grigorij Czuchraj, ukraiński reżyser (zm. 2001)
- 31 maja – Alida Valli, włoska aktorka (zm. 2006)
- 8 czerwca – Alexis Smith, aktorka (zm. 1993)
- 21 czerwca:
  - Jane Russell, amerykańska aktorka (zm. 2011)
  - Judy Holliday, amerykańska aktorka (zm. 1965)
- 3 lipca – Susan Peters, amerykańska aktorka (zm. 1952)
- 23 lipca – Robert Brown, aktor (zm. 2003)
- 3 sierpnia – Marilyn Maxwell, aktorka (zm. 1972)
- 15 sierpnia – August Kowalczyk, polski aktor (zm. 2012)
- 31 sierpnia – Jerzy Michotek, polski aktor i piosenkarz, reżyser programów tv i estradowych (zm. 1995)
- 8 września – Harry Secombe, aktor, piosenkarz (zm. 2001)
- 22 września – Kazimierz Ostrowicz, polski aktor (zm. 2002)
- 30 września – Deborah Kerr, brytyjska aktorka (zm. 2007)
- 13 października – Yves Montand, francuski aktor i piosenkarz (zm. 1991)
- 3 listopada – Charles Bronson, amerykański aktor (zm. 2003)
- 22 listopada – Rodney Dangerfield, aktor (zm. 2004)
- 23 listopada – Fred Buscaglione, włoski aktor i piosenkarz (zm. 1960)
- 4 grudnia – Deanna Durbin, kanadyjska aktorka (zm. 2013)
- 26 grudnia – Steve Allen, aktor, kompozytor, pisarz (zm. 2000)